# Мікрорайон Залізничний-2 (Слов'янськ)
Мікрорайон Залізничний-2 (Мимівка, Мимовка) — один із житлових районів Слов'янська. Розташований у західній частині міста та межує з мікрорайонами Залізничний, Голубівка та Собачівка.

## Історія
Район почав формуватися у другій половині XX століття як житловий масив для працівників місцевих промислових підприємств та залізниці.

## Інфраструктура
Мікрорайон має змішану інфраструктуру, яка поєднує житлову, торговельну та комунальну забудову. До мікрорайону курсує автобус №25.

### Житлова забудова
- Переважно приватний сектор, будинки розташовані на великих ділянках.
- Декілька багатоквартирних будинків уздовж основних вулиць, зведених ще в радянські часи.

### Локомотивне депо
Слов'янське локомотивне депо є важливим структурним підрозділом регіональної філії «Донецька залізниця» АТ «Укрзалізниця», розташованим за адресою: вулиця Гагаріна, 1, місто Слов'янськ, Донецька область, Україна, 84109.

## Комітет мікрорайону Залізничний-2
24 грудня 2016 року рішенням Слов'янської міської ради № 37-XIX-7 було утворено комітет мікрорайону Залізничний-2.
З утворенням в місті військово-цивільної адміністрації 26 травня 2021 року, діяльність комітету припинена.